# 1250 Galanthus
Az 1250 Galanthus (ideiglenes jelöléssel 1933 BD) a Naprendszer kisbolygóövében található aszteroida. Karl Wilhelm Reinmuth fedezte fel 1933. január 25-én, Heidelbergben.